# لائو شائوپی
لائو شائوپی (انگلیسی: Lao Shaopei؛ زادهٔ ۱۹ آوریل ۱۹۶۲) شمشیرباز اهل چین بود. وی در بازی‌های المپیک تابستانی ۱۹۸۸ و ۱۹۹۲ شرکت کرده‌است.